# Sindang Marga (Pulau Panggung)
Sindang Marga is een bestuurslaag in het regentschap Tanggamus van de provincie Lampung, Indonesië. Sindang Marga telt 983 inwoners (volkstelling 2010).